# Igreja de São Pedro de Vilanova de Doçom
São Pedro de Vilanova de Doçom (San Pedro de Vilanova de Dozón) é uma igreja de arquitetura românica situada no concelho de Doçom, na província de Pontevedra, na Galiza (Espanha). Encontra-se em bastante bom estado de conservação. Fundou-o Dona Guntrodo Suárez  em 1154 como mosteiro de monjas, tornando-se em igreja dependente de San Paio de Antealtares em 1499.

## Galeria

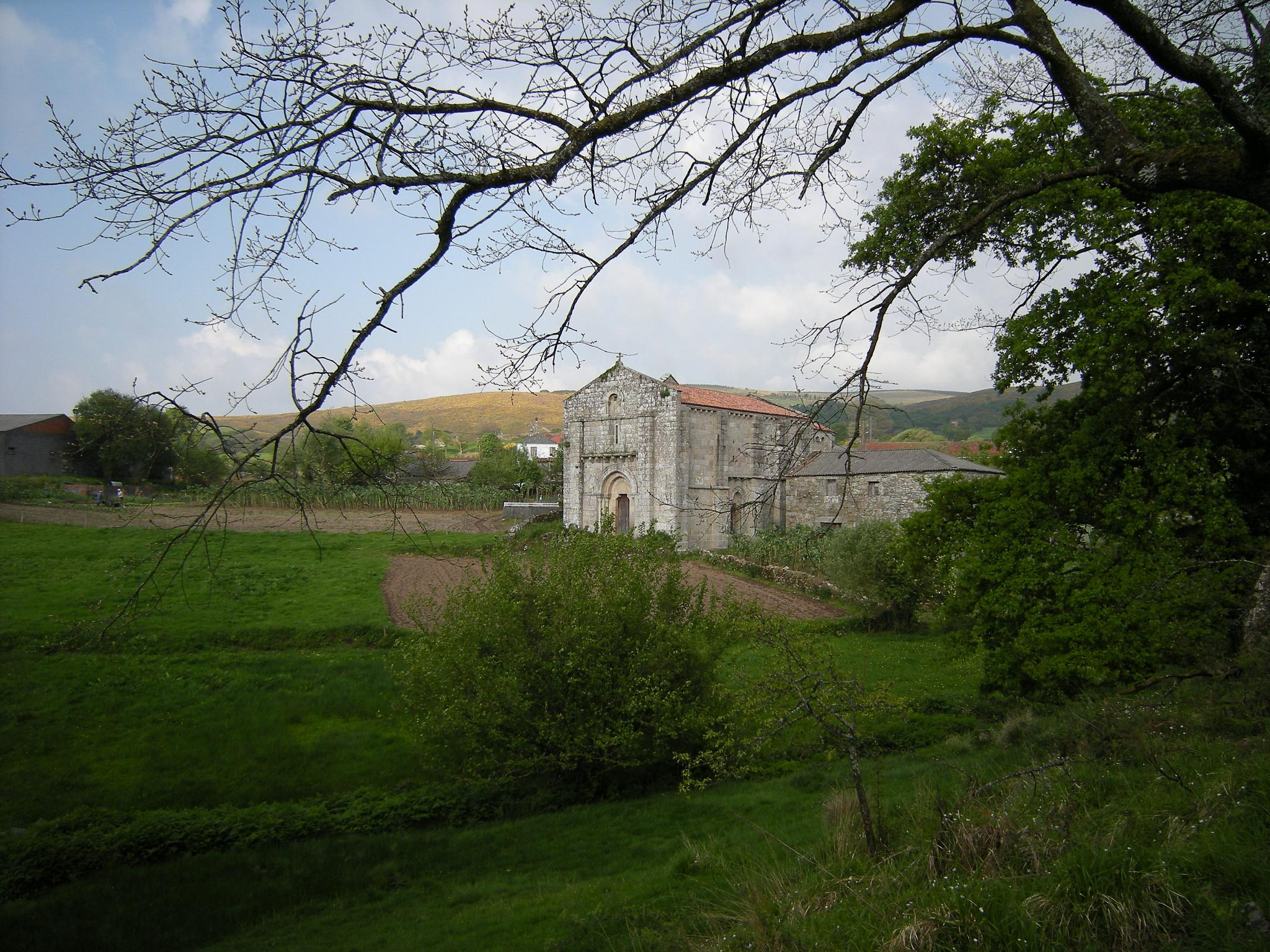
Vista do conxunto desde o suoreste

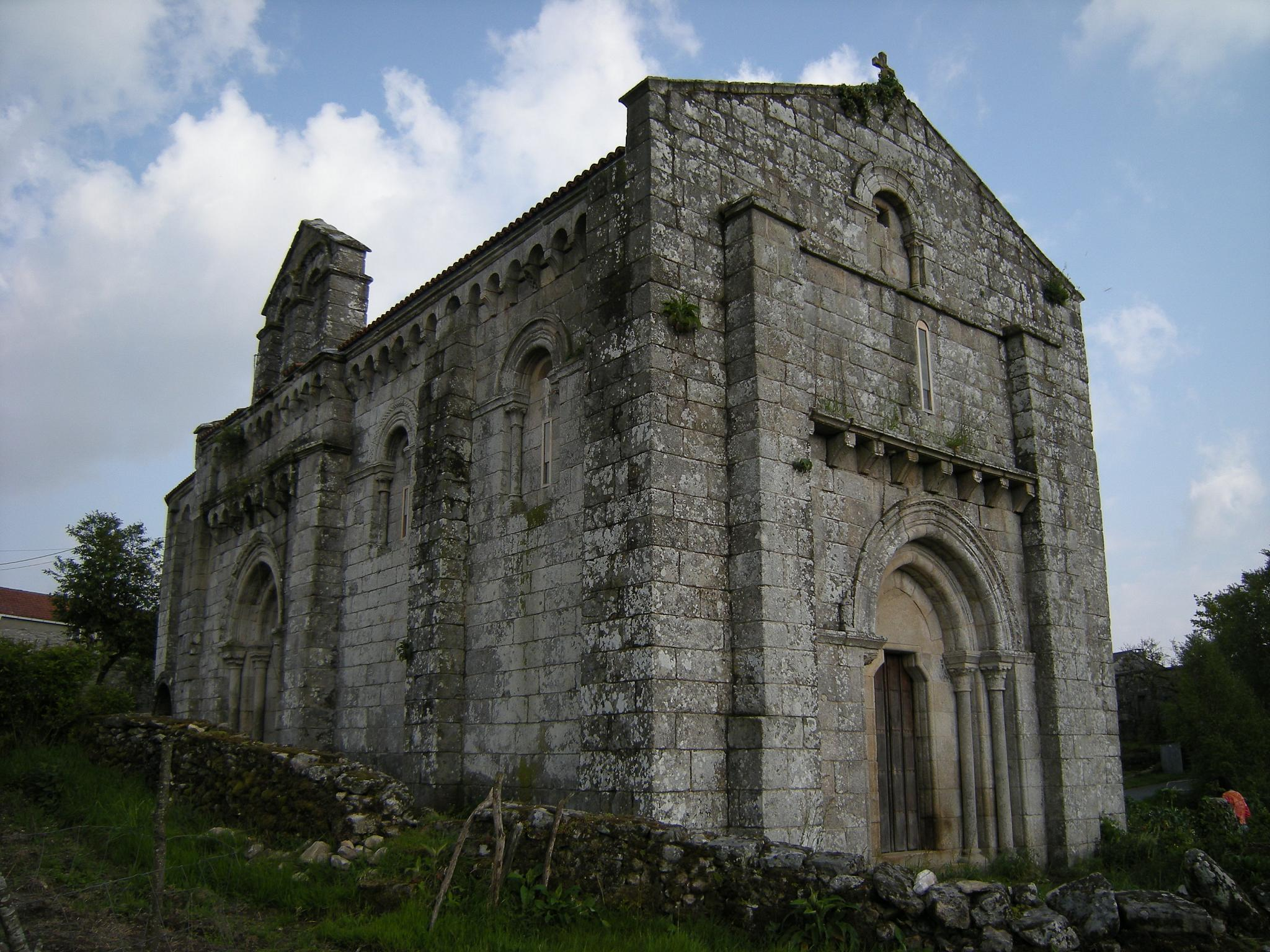
Portada principal

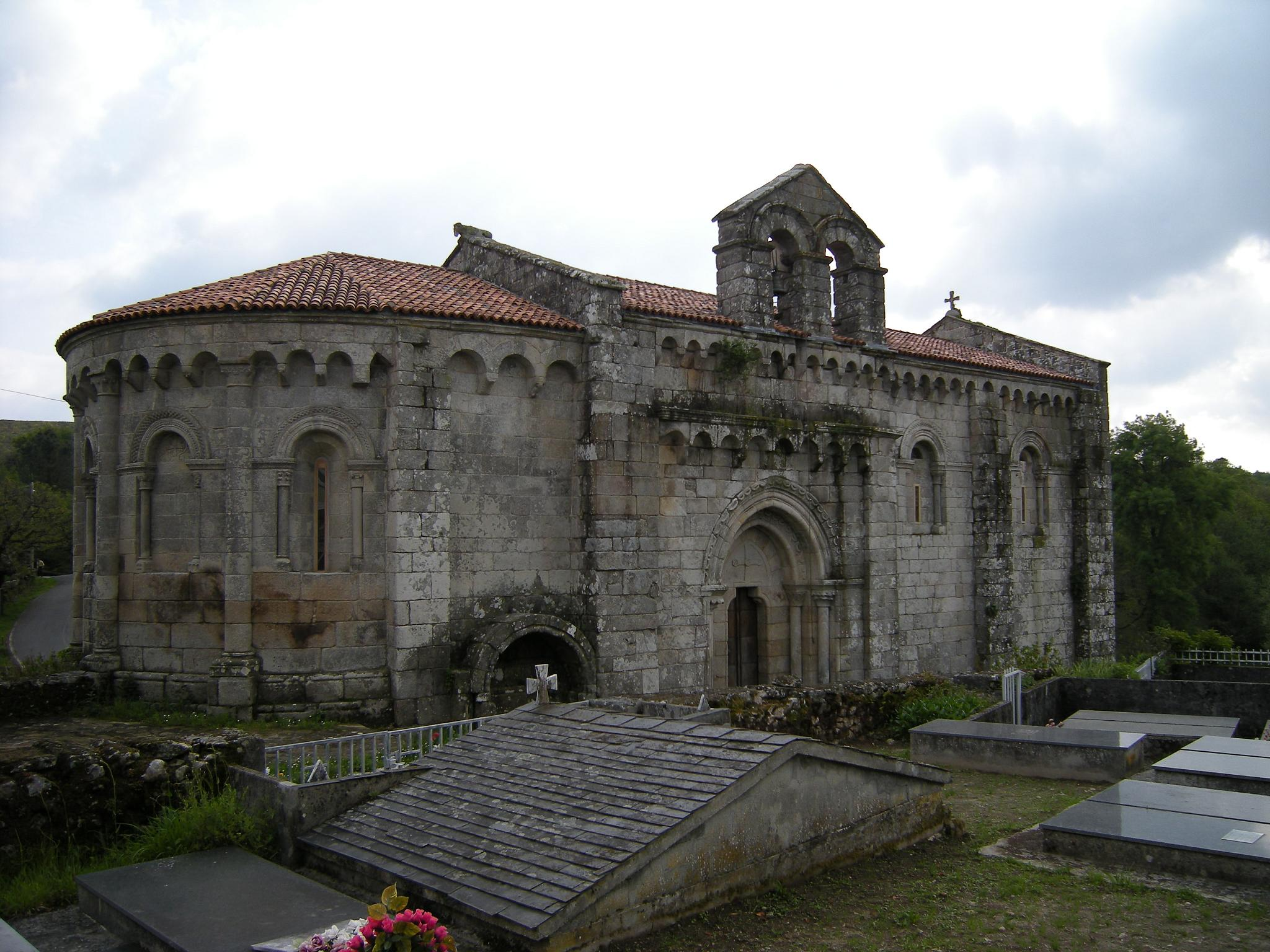
Vista geral

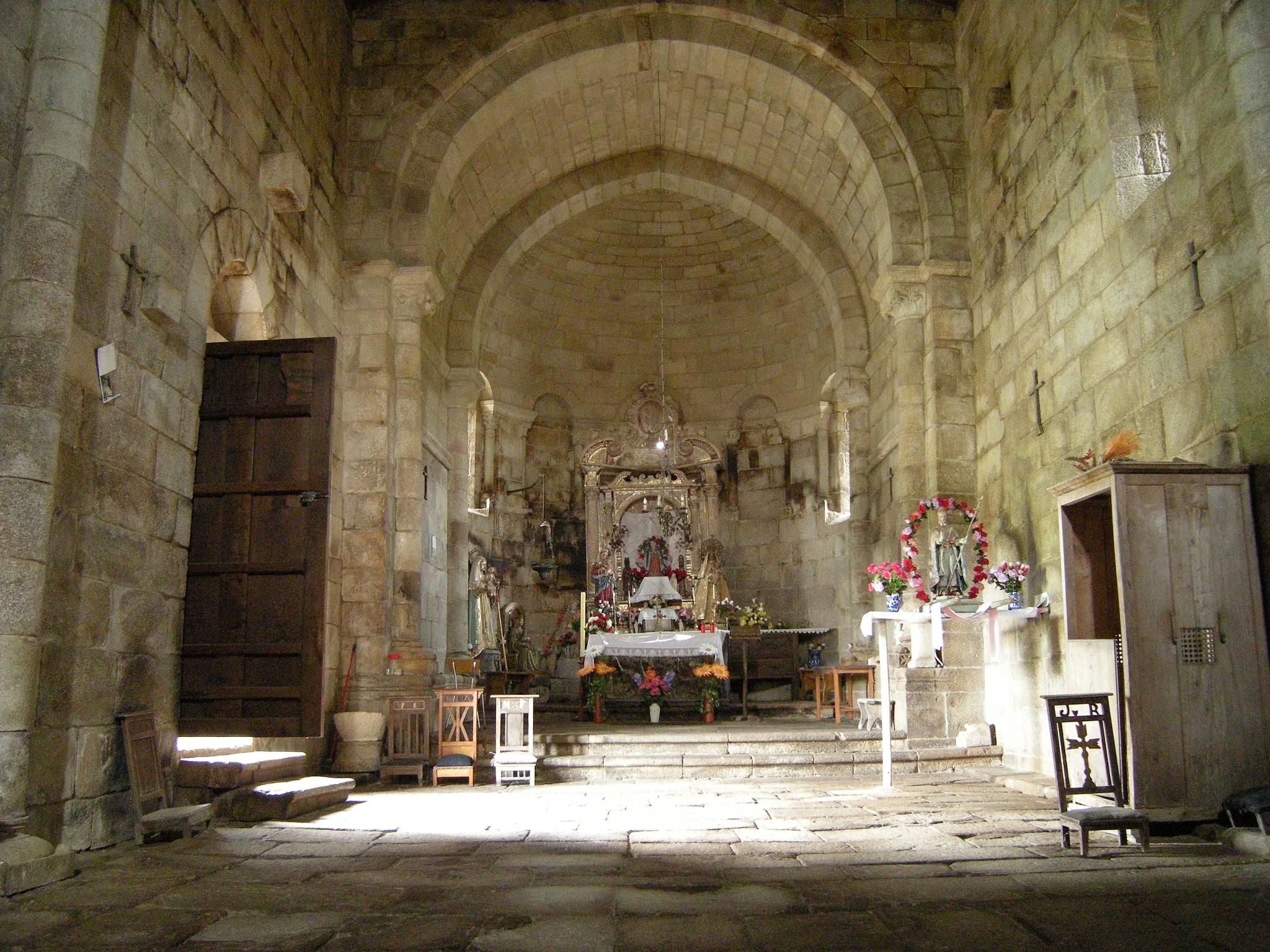
Interior. Vista desde o coro

## História
Por uma cópia do século XVIII que contém um translado em 1267 conhecemos a ata fundacional deste mosteiro. Apesar de que no documento se assinala como data fundacional as calendas de Dezembro de 1124 acredita-se que se trata de um erro na transcrição do texto e que a data real da fundação foi 1154, ano no qual todos os personagens que participaram no evento estão perfeitamente documentados. Assim, pode-se dizer que Dona Guntrodo Suárez, viúva de Paio Martínez fundou um mosteiro dedicado a São Pedro no lugar de Vilanova, à beira do rio Doçom. Além disso, uma inscrição que se conserva na abside também assinala esta data.
Graças ao trabalho de pesquisa de Duro Peña conhecemos a lista das suas abadessas.
As doações ao mosteiro foram consideráveis desde o século XII. Com a leitura dos documentos conservados pode-se apreciar uma certa dependência desta comunidade com Mosteiro de Santa Maria de Oseira.
Sua última abadessa foi Isabel de Ulloa, já que a partir de 1499 a comunidade integrou-se (como muitos dos mosteiros e conventos femininos galegos) na comunidade de San Paio de Antealtares.

### Doações reais
Em 1173 Fernando II concedeu ao mosteiro o privilégio de couto, privilégio confirmado por Afonso X o Sábio e por Sancho IV de Leão e Castela em 1286, rei que também lhe concede uma isenção em 1291.
Todos estes privilégios foram confirmados por Fernando IV de Castela e Pedro I de Castela.

## Descrição
De planta única, conta com uma abside semicircular e três fachadas. A nave cobre-se com coberta de madeira apoiada sobre 5 pares de mísulas. Muitos detalhes artísticos relacionam a este edifício com o Mosteiro de Oseira.
Do conjunto pode-se concretizar que é posterior a inscrição do mesmo, podendo situá-lo no último terço do século XII.

### Exterior
- Fachada ocidental: de corpo retangular em altura e flanqueada por dois contrafortes e um beirado com cobrimentos em caveto e cachorros geométricos. Em cima do beirado abre-se uma seteira. A porta é de arco apontado e arquivoltas com baquetões que se apoiam em capitéis vegetais apenas sem desbastar e um par de colunas de fuste monolítico e acaroadas.
- Fachada meridional: o muro meridional divide-se em quatro lanços divididos por cinco contrafortes de seção retangular. No segundo lanço sob um aleiro rasga-se uma porta de arco apontado e arquivolta com tênia, baquetilha e baquetão apoiado num par de colunas com basas e capitéis entregos com decoração de grandes folhas, e fustes monolíticos e acaroados. No tímpano apontado uma cruz patada sobre um disco. Nos dois lanços centrais abrem-se duas pequenas seteiras. Na cornija cachorros lisos ou decorados com bolinhas.
- Fachada setentrional: compõe-se de dois lanços separados por contrafortes e um corpo ressaltado no qual se abre uma porta. Coróase com uma cornija de arquinhos de meio ponto sobre cachorros. A porta é de arco apontado com duas arquivoltas apoiadas num par de colunas com capitéis e basas entregos, e fustes monolíticos e acaroados. No centro do tímpano apontado representa-se uma cruz com três flores. Os lanços laterais abrem-se com sendas janelas de arco semicircular com seteira no centro. Coroando a fachada uma espadana de dois nichos.
- Ábside: une-se à nave por um trecho reto enquadrado no extremo oriental por um contraforte. A parte semicircular compõe-se de cinco lanços divididos por quatro colunas entregas. No trecho reto setentrional um arco de meio ponto meio soterrado pode corresponder a um antigo enterramento.

A abside apoia-se sobre rebancos. Em cada lanço rasga-se uma janela de arco semicircular com uma arquivolta tórica apoiada em colunas de capitéis e basas entregos e fustes monolíticos e acaroados. A janela central é a mais decorada. Cada uma delas possui decorações diferentes. O beirado também é de arquinhos sobre cachorros.
Sobre a testeira da nave conserva-se o carneiro místico que não conserva a cruz antefixa.

### Interior
As janelas e seteiras dos muros laterais abrem-se para o interior em arco semicircular com derrame interno. Em cada um dos muros semelha que haveria duas colunas entregas por muro que nunca foram terminadas. As basas de perfil ático, algumas com garras, os fustes não deveram superar os dez ou doze semi-tambores. Descansavam as basas num rebanco corrido que bordejava todo o templo e que atualmente não é visível.
No muro ocidental sobre a porta um arco de meio ponto sobre jambas de perpianhos. A porta do muro meridional encontra-se cegada.
O presbitério encontra-se a maior altura que a nave e acede-se a ele através de um arco triunfal ligeiramente apontado e dobrado em arista viva. Apresenta um segundo arco de berço, apoiando-se ambos sobre dois pares de colunas entregas, apoiadas sobre um rebanco baquetoneado que rodeia todo o presbitério. Os capiteis apresentam variadas decorações vegetais. No muro meridional do trecho reto do presbitério abre-se um dos armários da credência mais grandes da província. abre-se como um oco de cerco semicircular.
As janelas da abside têm menos decoração que para o exterior. Os capitéis apresentam decorações vegetais à exceção de um com aves apicadas.
O trecho reto cobre-se com abóbada de canhão e o semicircular com abóbada de forno com uma rosácea de rizados sépalos na crave.